# Overbemesting

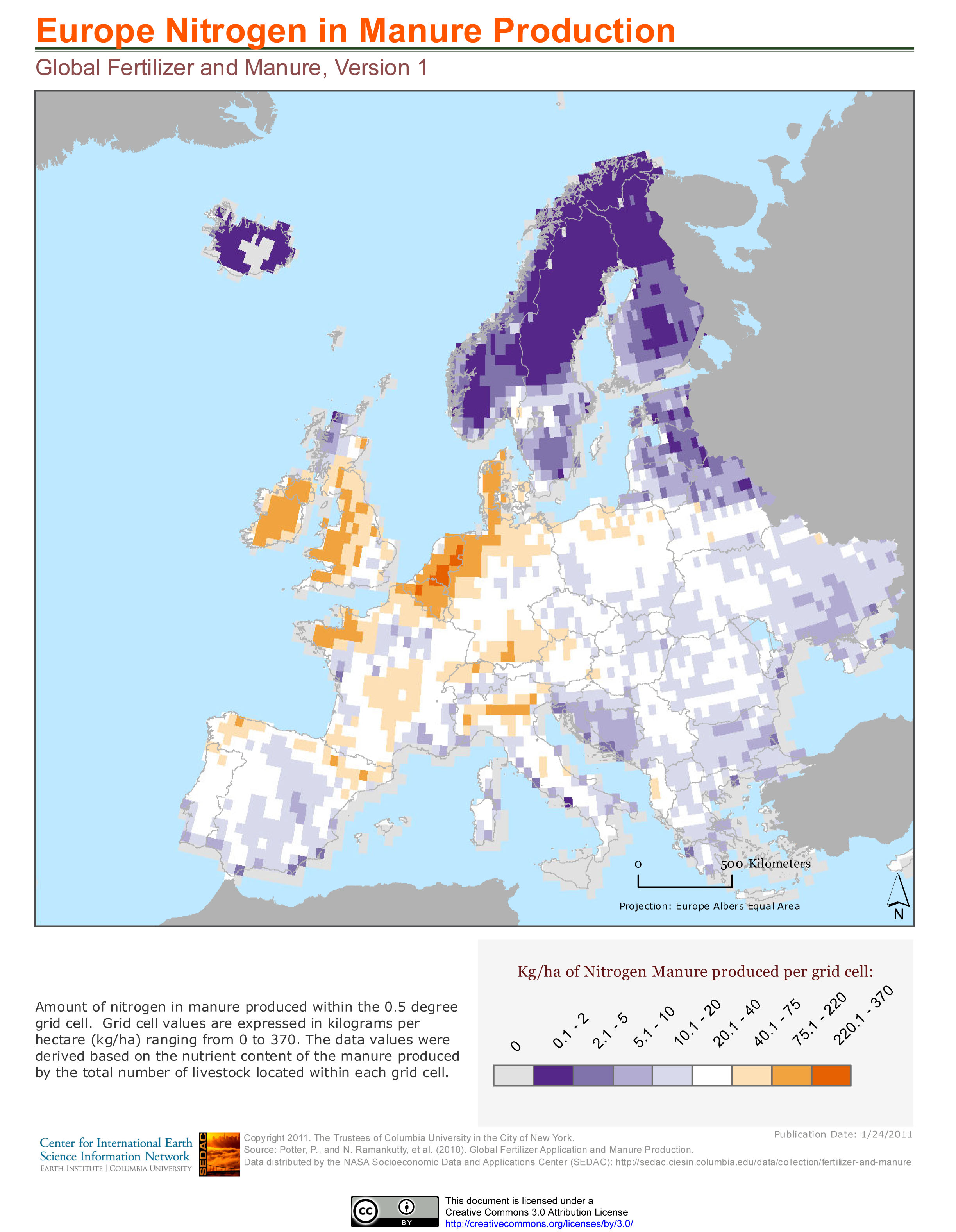
Kaart van de productie van stikstof door de aanmaak van dierlijke mest in Europa (2011). Op plaatsen met een mestoverschot is er ook meer kans op overbemesting.

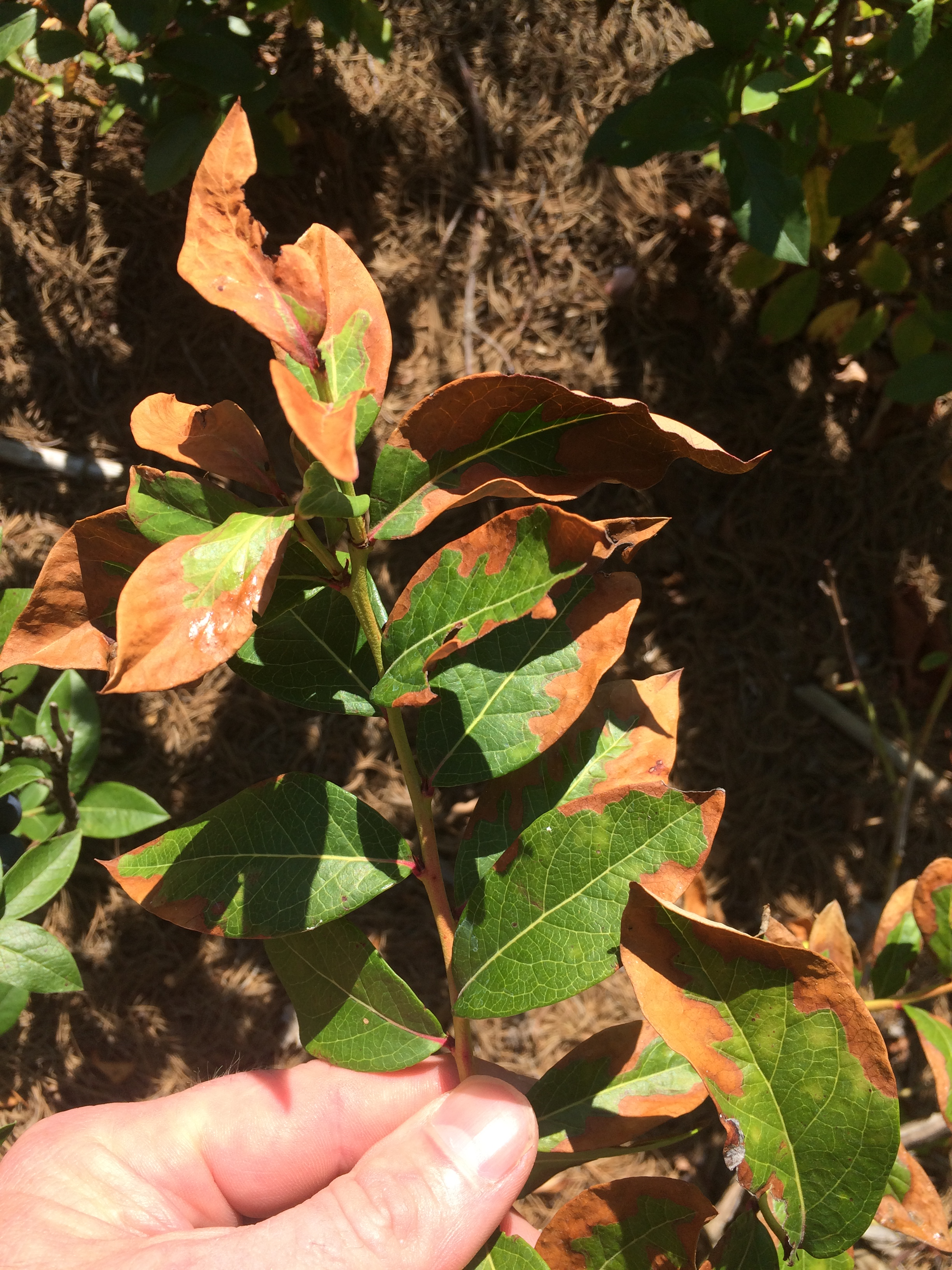
Een overbemeste blauwe bessenstruik.

Er is sprake van overbemesting als er door meststoffen meer mineralen aangevoerd worden dan door de planten kan worden opgenomen.
Overbemesting is schadelijk voor het milieu vanwege het transport van te veel mineralen naar het grondwater, het oppervlaktewater en de lucht. Door eutrofiëring van het oppervlaktewater kan bijvoorbeeld op warme dagen een sterke algengroei ontstaan. Overbemesting is een bron van nitraat in het drinkwater en van ammoniak en lachgas in de lucht. 
Overbemesting in grote hoeveelheden is ook schadelijk voor het gewas. Alleen snijmaïs verdraagt zonder schade grote hoeveelheden drijfmest.
In de Nitraatrichtlijn van de Europese Unie zijn de maximaal toelaatbare hoeveelheden stikstof en fosfaat opgenomen die aan een gewas gegeven mogen worden. Met ingang van 1 januari 2006 is een stelsel van gebruiksnormen ingevoerd, waarvan de normen afhankelijk zijn van de grondsoort en die tot 2010 elk jaar verlaagd worden. Als een bedrijf derogatie heeft aangevraagd dan mag voor grasland bijvoorbeeld niet meer dan 250 kilogram stikstof per hectare per jaar uit dierlijke mest van graasdieren gegeven worden. Verder mag met kunstmest de hoeveelheid stikstof aangevuld worden tot de norm. Dit stelsel is neergelegd in de Meststoffenwet. Te veel geproduceerde mest moet van het bedrijf afgevoerd worden.
Enkele voorbeelden van de in de Meststoffenwet opgenomen stikstofnormen in kg stikstof (N)/ha/jaar zijn:
| Gewas                                                                         | 2006 | 2007 | 2008 | 2009 |
| ----------------------------------------------------------------------------- | ---- | ---- | ---- | ---- |
| Grasland met beweiden op kleigrond                                            | 345  | 345  | 325  | 310  |
| Grasland met beweiden op veengrond                                            | 290  | 290  | 265  | 265  |
| Grasland met beweiden op zand-/lössgrond                                      | 300  | 290  | 275  | 260  |
| Consumptieaardappel, vroeg (loofvernietiging voor 15 juli) op kleigrond       | 130  | 130  | 120  | 120  |
| Consumptieaardappel, vroeg (loofvernietiging voor 15 juli) op zand-/lössgrond | 120  | 120  |      |      |

## Overbemesting in Vlaanderen
De poging tot omzetting van de Europese nitraatrichtlijn gebeurt in Vlaanderen via het Mestactieplan (MAP). Ondertussen bestaan er 6 opeenvolgende MAP's en is een zevende in voorbereiding. Om de invloed van de landbouw op te volgen doet de Vlaamse Milieumaatschappij (VMM) regelmatig metingen in grond- en oppervlaktewater. Deze meetnetten zijn actief sinds 1999 om het effect van de opeenvolgende Mestactieplannen op te volgen. Ook de Vlaamse Landmaatschappij (VLM) verricht wetenschappelijk onderzoek naar de mestproblematiek.
De Europese kaderrichtlijn Water stelt als doel ervoor te zorgen dat het oppervlaktewater terug een goede ecologische toestand verkrijgt tegen 2027. Dat doel werd in 2023 bijna nergens in Vlaanderen bereikt. In 2022 voldeed slechts 1 van de 195 Vlaamse waterlopen aan de Europese kwaliteitsnormen. De eerste zes mestactieplannen blijken ontoereikend te zijn. Na een lichte verbetering van de waterkwaliteit gedurende de jaren 2004 tot en met 2014, kwam er een stagnatie van 2015 tot en met 2022 en ging de waterkwaliteit er in Vlaanderen in 2023 globaal gezien terug op achteruit. Er is geen marge voor een soepeler mestbeleid.
De Europese Commissie startte in februari 2023 een inbreukprocedure omdat België en Vlaanderen de Europese Nitraatrichtlijn niet naleeft en te weinig doet om de milieudoelen te halen.